# Stefan Köhler (Volleyballspieler)
Stefan Köhler (* 29. April 1989 in Berlin) ist ein deutscher Volleyball- und Beachvolleyballspieler.

## Karriere Halle
Köhler spielte in seiner Jugend in der Hauptstadt beim TSV Rudow 1888 und beim SCC Berlin. Später spielte der Außenangreifer in der Bundesliga beim VC Olympia Berlin und bei den Netzhoppers Königs Wusterhausen. 2011 wechselte er zum Zweitligisten SVG Lüneburg, mit dem ihm 2014 der Bundesligaaufstieg gelang. Nach einer Spielpause von 2015 bis 2021 spielt Köhler jetzt beim Drittligisten ETV Hamburg.

## Karriere Beach
Köhler begann 2004 mit Beachvolleyball. 2007 wurde er mit Malte Stiel U19-Vizeweltmeister in Myslovice und mit Rene Einbrodt Deutscher U19-Meister in Kiel. Von 2008 bis 2010 war der Kieler Nils Rohde sein Partner. Köhler/Rohde nahmen dreimal in Folge an den deutschen Meisterschaften in Timmendorf teil und wurden 2010 Studenten-Weltmeister in Alanya. 2011 und 2012 spielte Köhler mit Lars Flüggen, mit dem er 2011 U23-Europameister in Porto wurde und zweimal an den deutschen Meisterschaften teilnahm. 2013 bildete Köhler ein Duo mit Manuel Lohmann. 2014 war Marvin Klass sein Partner.